# Cosmarium pachydermum
Cosmarium pachydermum  là một loài Song tinh tảo trong họ Desmidiaceae, thuộc chi Cosmarium.